# Ĭ
Ĭ, ĭ  (I з бревісом) — літера розширеної латинської абетки.

## Використання
- До реформи правопису 1904 року літера використовувалася в румунському альфабеті й позначала шепітний звук у кінці слова після палатального приголосного, напр. grecĭ. Пізніше літеру вилучили. Нині замість неї використовується звичайна літера I.
- Літера присутня у спеціальному альфабеті, розробленому для кримських татар Добруджі, де позначає звук [ı].
- Використовується в латинській мові для позначення короткого голосного звуку I (наприклад, у виразі A capĭte usque ad calcem[1])